# Oxalis boliviana
Oxalis boliviana är en harsyreväxtart som beskrevs av Nathaniel Lord Britton. Oxalis boliviana ingår i släktet oxalisar, och familjen harsyreväxter. Inga underarter finns listade i Catalogue of Life.